# Slag bij Tarente
De Slag bij Tarente was een zeeslag in de Tweede Wereldoorlog tussen Italië en het Verenigd Koninkrijk. De gevechten vonden in de nacht van 11 - 12 november 1940 plaats tussen de Royal Navy en de Regia Marina in de haven van Tarente. Dit was de eerste zeeslag die uitsluitend werd uitgevoerd met vliegtuigen die vanaf een schip waren opgestegen.

## De haven en vloot
Tarente behoorde tot de beste havens van de Italiaanse marine. Het heeft een grote buitenhaven, de Mar Grande, en een kleine binnenhaven, de Mar Piccolo. De Mar Grande is een half cirkelvormige baai met een breedte van circa 7 km en een opening naar open zee in het westen. Tussen het vasteland en de eilanden San Pietro en San Paulo zijn golfbrekers aangelegd. Na de opening voor het scheepvaartverkeer gaat de golfbreker verder in het zuiden terug naar het vasteland. Ten slotte ligt in de buitenhaven nog een tweede golfbreker, de Diga di Tarantola, deze is bijna 3 km lang en beschermt de voornaamste rede van de haven. In het noordoosten van de baai ligt de stad Tarente en een kanaal dat de verbinding vormt met de Mar Picollo.
Op 11 september 1940 lagen twee nieuwe slagschepen, de Vittorio Veneto en Littorio in de buitenhaven, met vier oudere, maar gemoderniseerde schepen achter de Diga di Tarantola. Verder lagen er nog diverse kleinere schepen. Deze schepen werden deels beschermd door anti-torpedonetten. In de binnenhaven lagen twee kruisers, de Trieste en Bolzano, en vier torpedobootjagers afgemeerd aan boeien. Aan de kant aan de zuidkant lagen nog meer schepen afgemeerd tegen de wal.
De Italianen waren bewust van een mogelijke aanval. De haven werd beschermd met luchtdoelgeschut, zowel op land als op de schepen, anti-torpedonetten en sperballons. De verdedigingswerken waren nog niet compleet; van de 12 kilometer anti-torpedonetten was een derde daadwerkelijk gelegd en verschillende sperballons waren door een zware storm weggewaaid. Dit creëerde openingen waar de Britse piloten gebruik van konden maken.

## Voorspel
Na de Slag bij Punta Stilo had de Italiaanse vloot zich in Tarente teruggetrokken. Ze gebruikte de haven als uitvalsbasis om Britse konvooien naar Malta aan te vallen.
Nadat Benito Mussolini de oorlog aan Griekenland had verklaard besloten de Britten om de Grieken te hulp te komen door konvooien naar Griekenland te zenden. Gelijktijdig daarmee besloten de Britten om die konvooien te laten doorgaan met operatie M.B.8.. Onder deze operatie werd verstaan een aantal konvooien naar en terug van Malta alsmede enkele strategische verplaatsingen van oorlogsschepen. Tevens werden de oude plannen om de haven van Tarente vanuit de lucht aan te vallen uit de kast gehaald en bijgewerkt. De aanval werd Operation Judgment gedoopt.
Het Britse vliegdekschip HMS Illustrious moest met zijn vliegtuigen de slagschepen die in de haven lagen aanvallen.

## De aanval

Aanvalsroutes Britse vliegtuigen

Net voor 21:00 op 170 zeemijl van Tarente lanceerde de Illustrious twee aanvalsgolven van respectievelijk 12 en 9 Fairey Swordfish-vliegtuigen. De eerste aanvalsgolf begon om 22:58 toen de eerste lichtfakkels werden afgegooid. Daarna troffen twee torpedo's de Littorio en een trof de Conte di Cavour.
Vanaf 23:40 vond de tweede aanvalsgolf plaats boven de haven. Weer werd de Littorio getroffen evenals de Duilio. Torpedo's die naar het slagschip Vittorio Veneto werden gelanceerd raakten de bodem van de haven en ontploften daar nog voor dat ze het slagschip hadden bereikt.
Tegelijk werden enkele bommen afgegooid op de basis voor watervliegtuigen waarbij twee watervliegtuigen verloren gingen en er een kleine brand uitbrak. Ook de zware kruiser Trento werd getroffen maar de bom ging niet af. Verder was er ook nog een weinig succesvolle aanval op de oliedepots.

## De verliezen
Aan Britse zijde gingen twee vliegtuigen verloren waarbij één bemanningslid omkwam. Drie van de vijf Italiaanse slagschepen werden beschadigd. Het herstellen van de schade zou maanden gaan duren waardoor het evenwicht wat betreft het aantal slagschepen in het voordeel van de Britten kwam.
De Italiaanse Marine was echter nog in staat om op 27 november 1940 deel te nemen aan de Slag van Spartivento. De werkelijke afrekening met de Italiaanse vloot zou later plaatsvinden, in maart 1941 tijdens de Slag van Matapan.